# Mercy Adekuoroye
Mercy Bolafunoluwa Adekuoroye (ur. 2 stycznia 2002) – nigeryjska zapaśniczka walcząca w stylu wolnym. Złota medalistka mistrzostw Afryki w 2022, 2023 i 2024. Trzecia (nie przyznano jej medalu) na igrzyskach wspólnoty narodów w 2022. Wicemistrzyni Igrzysk Afrykańskich młodzieży, a także mistrzyni Afryki kadetów w 2018 roku.